# Leptosaces schistopa
Leptosaces schistopa là một loài bướm đêm thuộc họ Oecophoridae. Nó được tìm thấy ở New South Wales, Queensland và Victoria.